# 南24區縣
南24區縣是印度的一個縣，位於該國東北部，由西孟加拉邦負責管轄，面積9,960平方公里，識字率為78.57%，2011年人口8,153,176，人口密度每平方公里819人。

## 外部連結
- South 24 Parganas district official website - homepage

22°10′53″N 88°32′16″E / 22.1815262°N 88.53780484°E